# Niels Bolt Jörgensen
Niels Bolt Jörgensen es un deportista danés que compitió en vela en la clase Soling. Ganó dos medallas de bronce en el Campeonato Europeo de Soling, en los años 1968 y 1971.

## Palmarés internacional
| Campeonato Europeo | Campeonato Europeo     | Campeonato Europeo | Campeonato Europeo |
| Año                | Lugar                  | Medalla            | Clase              |
| ------------------ | ---------------------- | ------------------ | ------------------ |
| 1968               | Skovshoved (Dinamarca) | Medalla de bronce  | Soling             |
| 1971               | Travemünde (RFA)       | Medalla de bronce  | Soling             |